# Liste der Landschaftsschutzgebiete im Main-Tauber-Kreis

Im Main-Tauber-Kreis gibt es 14 Landschaftsschutzgebiete. Das älteste Landschaftsschutzgebiet im Kreis ist das 1953 eingerichtete Gebiet Main-Tauber-Tal, das jüngste das 2006 eingerichtete Landschaftsschutzgebiet Königheim. Das größte Landschaftsschutzgebiet im Kreis ist das Landschaftsschutzgebiet Bad Mergentheim mit einer Fläche von 4.044,0 ha, das kleinste das Gewann Sensen und Tal nordöstlich Eichswiesen mit 4,8 ha. Nach der Schutzgebietsstatistik der Landesanstalt für Umwelt, Messungen und Naturschutz Baden-Württemberg (LUBW) stehen 26.419,40 ha der Kreisfläche von 130440 ha unter Landschaftsschutz, das sind 20,26 Prozent.

## Landschaftsschutzgebiete im Main-Tauber-Kreis
| Name                                          | Bild | Kennung               | Einzelheiten | Position | Fläche Hektar | Datum         |
| --------------------------------------------- | ---- | --------------------- | --- | -------- | ------------- | ------------- |
| Main-Tauber-Tal                               |      | 1.28.001 WDPA: 325782 | Tauberbischofsheim, Werbach Reizvoller Durchbruch des Tauberflusses durch die Schichten des Muschelkalks und Buntsandsteins. | ⊙        | 2.986,9       | 14. Feb. 1953 |
| Wertheim                                      |      | 1.28.002 WDPA: 321868 | Freudenberg, Külsheim, Werbach, Wertheim 4 Teilgebiete. Typische mainfränkische Buntsandsteinlandschaft. | ⊙        | 3.898,0       | 18. Dez. 1979 |
| Igersheim                                     |      | 1.28.004 WDPA: 320887 | Bad Mergentheim, Igersheim Charakteristisches Landschaftsbild; Freifläche zwischen Bad Mergentheim und Igersheim zur Sicherung des Gebietes als Lebens- und Erholungsraum. | ⊙        | 497,0         | 1. Aug. 1979  |
| Freudenberg                                   |      | 1.28.005 WDPA: 319678 | Freudenberg, Wertheim Charakteristisches Landschaftsbild | ⊙        | 1.703,2       | 31. Okt. 1984 |
| Assamstadt                                    |      | 1.28.006 WDPA: 322268 | Assamstadt Erhaltung des Dachtales samt Hanglagen in seiner landschaftlichen Schönheit und Eigenart. | ⊙        | 84,1          | 13. Feb. 1981 |
| Königheim                                     |      | 1.28.007 WDPA: 319748 | Königheim Tallagen und nur extensiv oder gar nicht mehr bewirtschaftete Hanglagen, als Rückzugsräume für die Tier- und Pflanzenwelt. | ⊙        | 772,3         | 10. Jan. 2006 |
| Bad Mergentheim                               |      | 1.28.008 WDPA: 325769 | Bad Mergentheim Ökologisch hochwertige Gebiete – insbesondere die Täler – sowie charakteristisches Landschaftsbild. | ⊙        | 3.969,7       | 22. Nov. 2005 |
| Werbach                                       |      | 1.28.009 WDPA: 322085 | Werbach Ökologisch hochwertige Gebiete mit ausgewogenem Naturhaushalt und einer Vielzahl landschaftsprägender Elemente. | ⊙        | 2.098,2       | 1. Apr. 1985  |
| Kembachtal                                    |      | 1.28.010 WDPA: 321070 | Wertheim Die Bewahrung vor Belastungen des Naturhaushaltes und Beeinträchtigungen des Landschaftsbildes sind wesentlicher Schutzzweck; Erholungsraum für die Allgemeinheit. | ⊙        | 743,0         | 30. Nov. 1985 |
| Gewann Sensen und Tal nordöstlich Eichswiesen | BW   | 1.28.011 WDPA: 323217 | Niederstetten Reizvolles und vielfältiges Landschaftsbild in einer Seitenklinge des Vorbaches mit extensiven Nutzungsarten; ökologisch wertvolle Haine, Hecken, Gehölze, Steinriegel, Lesesteinhaufen, Trocken- und Halbtrockenrasengesellschaften, Streuobstelemente und Feuchtflächen. | ⊙        | 2,2           | 27. Juli 1992 |
| Niederstetten                                 |      | 1.28.012 WDPA: 325720 | Niederstetten Wertvoller Landschaftsraum mit hoher Erholungseignung; naturnahe Fließgewässer, Klingen und Seitentäler; ökologische Ausgleichsflächen als Rückzugsgebiet für Tier und Pflanzenarten; die Hangflächen mit ihrem vielfältigen Nutzungsmosaik stellen ökologisch wertvolle Biotope dar. | ⊙        | 1.746,9       | 14. Okt. 1992 |
| Weikersheim                                   |      | 1.28.013 WDPA: 320257 | Bad Mergentheim, Creglingen, Niederstetten, Weikersheim 6 Teilgebiete. Den Landschaftscharakter prägende Ausbildungen und Landschaftselemente von besonderer Eigenart und Schönheit mit naturnahen Fließgewässern, Klingen und Steinriegeln; wertvolles Erholungsgebiet. | ⊙        | 2.715,8       | 19. Mai 1993  |
| Creglingen                                    |      | 1.28.014 WDPA: 323477 | Creglingen, Niederstetten, Weikersheim Naturnahe Fließgewässer, Klingen, Täler und Hanglagen mit ihrem breitgefächerten Strukturmuster, bestehend vor allem aus Streuobstelementen, Feldhecken und -gehölzen, Steinriegeln, Kalkmagerrasen, Wiesen und Weiden, Äckern, Wald- und Gebüschzonen; besonders die Hangflächen mit ihrem vielfältigen Nutzungsmosaik stellen floristisch und faunistisch hochwertige Biotope dar; wertvolles Erholungsgebiet für die Allgemeinheit. | ⊙        | 2.026,3       | 29. Aug. 1997 |
| Lauda-Königshofen                             |      | 1.28.015 WDPA: 344866 | Lauda-Königshofen Erhaltung der Eigenart und Schönheit des besonderen Landschaftscharakters und seiner prägenden topographischen Ausbildungen und seiner Landschaftselemente. Vor allem sollen die Fließgewässer, die Täler, Klingen und Hanglagen mit ihrem breitgefächerten Strukturmuster geschützt werden. | ⊙        | 3.177,8       | 10. Mai 2005  |
| Legende für Landschaftsschutzgebiet           |      |                       | |          |               |               |